# Njemački odbojkaški savez
Njemački odbojkaški savez (njem. Deutsche Volleyball-Verband, kratica DVV) vrhovna je organizacija odbojkaškog športa u Njemačkoj. 
Osnovan je 1955. godine. Sjedište Saveza nalazi se u Frankfurtu na Majni.
Član je Međunarodne odbojkaške federacije (FIVB-a), Europske odbojkaške federacije (CEV-a) i Njemačkog olimpijskog odbora (DOSB-a).

## Vanjske poveznice
- Službene stranice Saveza (njem.)